# 所沢航空発祥記念館
所沢航空発祥記念館（ところざわこうくうはっしょうきねんかん）は、埼玉県所沢市の所沢航空記念公園の敷地内にある航空をテーマとした埼玉県立の博物館。公園のシンボル的存在で1993年に開館した施設。

## 概要
1909年に陸軍・海軍・帝国大学・中央気象台の参画のもと明治天皇の勅令をもって設立された臨時軍用気球研究会により、航空の研究を目的として開設された日本初の飛行場「臨時軍用気球研究会　所沢試験場」が、1911年4月にこの地に開設され、日本の航空研究・航空機製作そして後に航空教育がここからはじまった「日本の航空発祥の地」であることを記念して、所沢飛行場の跡地である所沢航空記念公園に1993年に開館した。

## 展示館の特徴

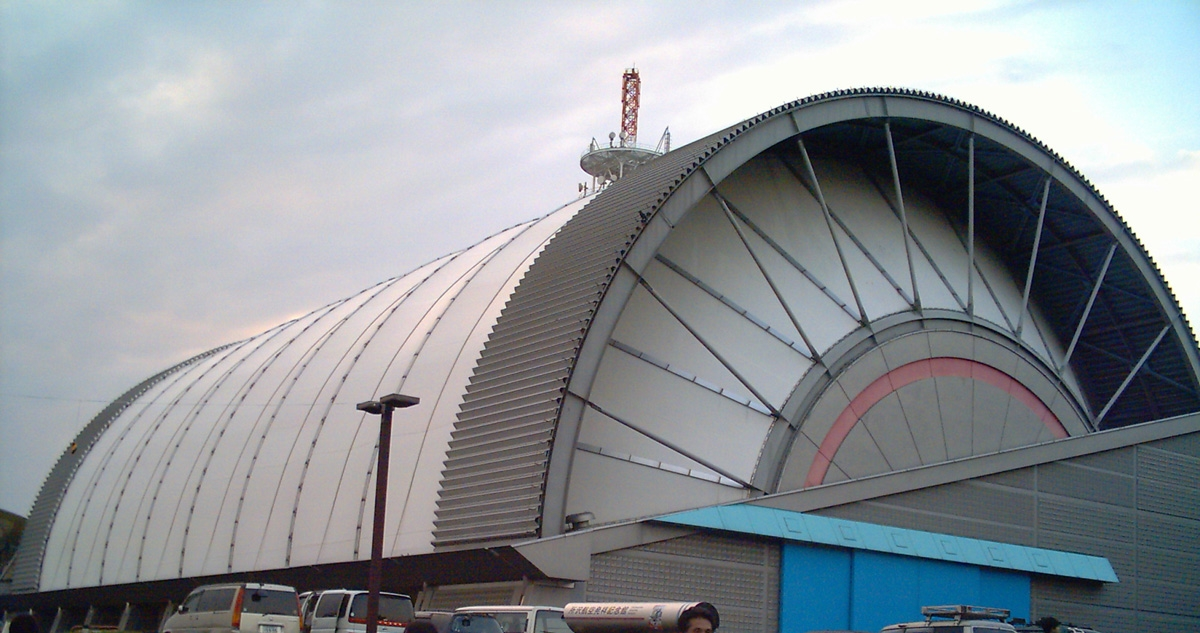
航空機実機や体験展示がある特徴的な展示館

所沢航空記念公園内の立地を生かし実機を多数収容した展示館であり、200名収容の大型上映設備を備え映像でも縦15m、横20mの大スクリーンで空と科学への興味に繋がる作品が上映されている。また、フライトシミュレーターでの模擬操縦体験、日本と世界の航空のあゆみなどの展示がある。そして重力を体験できるスポーツウォーカーもできる。
所沢から発展していった日本の航空のあゆみのほか飛行の原理を実験や装置で体験できるなど、航空への興味の入口に繋がる展示の工夫がされている。
- 屋外展示機YS-11、C-46
航空公園駅前のYS-11は公開されることがある。公開日程は公式サイト参照

## 屋内展示内容
- 1階実機展示（吊り下げ展示機体含む）
  - 会式一号機（レプリカ）
  - ニューポール 81E2（レプリカ）
  - ノースアメリカン T-6G
  - ヒューズ OH-6J
  - ベル HU-1B
  - 川崎 KAL-2
  - ビーチクラフト T-34 メンター
  - パイパー L-21
  - スチンソン L-5E
  - 霧ヶ峰式はとK-14型
  - ウルトラライトプレーン
  - ハンググライダー
  - シコルスキー S-55・H-19
  - "H-21B" V-44型バートル
  - 富士 T-1B中等練習機

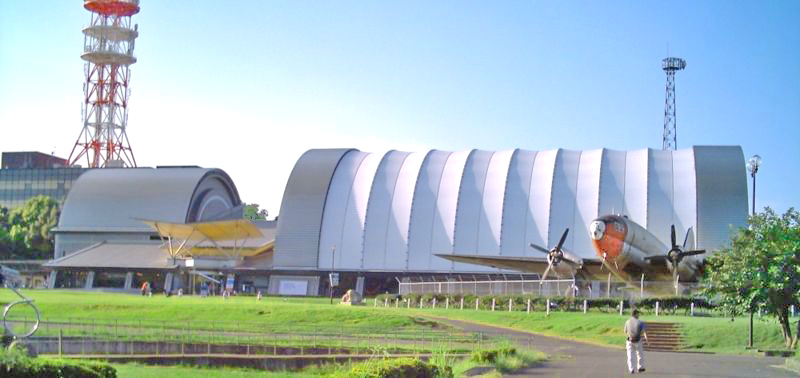
建物右が展示館、左が大型映像館

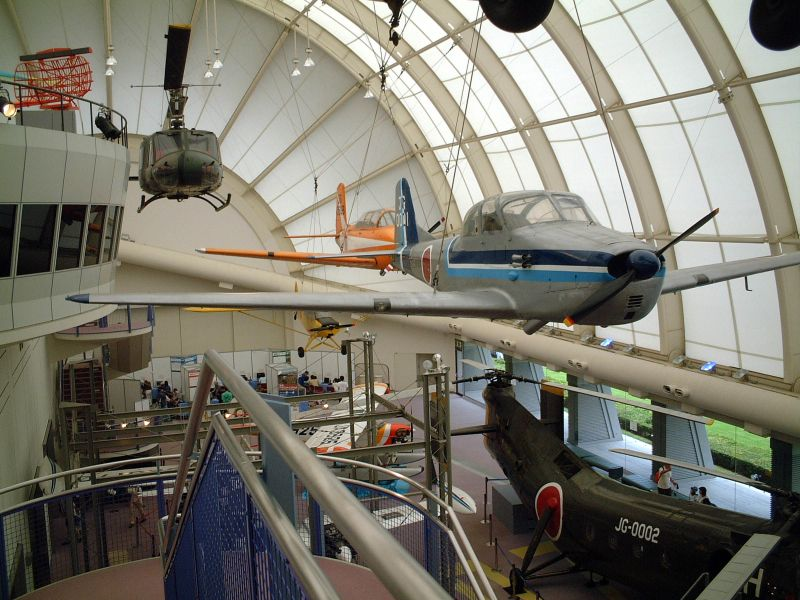
右側・川崎KAL-2　記念館内航空機展示

  - 九一式戦闘機（日本で唯一の現存機体。航空遺産認定1号機）
  - 富士ベル 204B-2（2023年まで）

- 2階展示
  - 簡易稼動形フライトシミュレーター
  - 「管制塔」レーダー・管制装置の紹介
  - 「所沢メモリアルギャラリー」所沢飛行場の歴史と関連資料を展示

- ハンガー（別館）（年に数回公開されることがある）公開日程は公式サイトを参照
  - Mi-8 ヒップ
  - V-107 バートル
  - F-86D セイバー
  - セスナ 170
  - ベル 47
  - パイパー J-3C-65
  - 東北大学グライダー（ASW 15（英語版））

- カフェレストラン
  - エコトコ　ファーマーズカフェ
- ショップ
  - ミュージアムショップ

## 交通
- 電車
  - 西武新宿線「航空公園駅」下車　東口より徒歩8分
- 自動車
  - E17 関越道 所沢ICから国道463号を所沢方面へ約6km

## 入館料
※2022年現在
- 展示館 大人520円、小人100円　（団体割引額は大人420円、小人80円）
- 大型映像館 大人630円、小人260円　（団体割引額は大人520円、小人210円）
- 共通割引券 大人840円、小人320円　（団体割引額は大人680円、小人260円）

- 団体割引は20名以上、開館時間は午前9時30分から午後5時まで（入館は午後4時30分まで）
- 休館日は毎週月曜日（祝日と重なる場合は翌平日）、年末元日休館
- 小学校就学前の児童は無料、障害者（及び介護者）は無料・割引等あり　※要公式サイト確認
- 埼玉県民の日（11月14日）は、無料開館あり　※要公式サイト確認